# いつもの朝に
「いつもの朝に」（原題： One Too Many Mornings）は、ボブ・ディランが1964年に発表した楽曲。

## 概要
1963年10月24日、ニューヨークのコロムビア・レコーディング・スタジオで録音された。1964年1月13日発売の3作目のアルバム『時代は変る』に収録。
別バージョンは以下のとおり。
- 1966年5月17日、イギリスのマンチェスターで行ったライブのバージョン。『ロイヤル・アルバート・ホール：ブートレッグ・シリーズ第4集』（1998年）に収録。
- 1967年6月～10月、ニューヨーク州アルスター郡の「ビッグ・ピンク」で録音したバージョン。『The Bootleg Series Vol. 11: The Basement Tapes Complete』（2014年）に収録。リチャード・マニュエルもリード・ボーカルに加わっている[2]。
- 1969年8月31日、ワイト島音楽祭で行われたライブのバージョン。『The Bootleg Series Vol. 10: Another Self Portrait (1969–1971)』（2013年）のデラックス・エディションに収録。
- 1976年5月23日、コロラド州フォート・コリンズ、コロラド州立大学で行ったライブのバージョン。『激しい雨』（1976年）に収録[3]。

恋人との別離が歌われる。最後に語り手は次のように述べる。「君の立場からすれば君が正しく／僕の立場からすれば僕が正しい／僕らは二人ともひとつだけ余分に朝を迎え／千マイルも彼方にいる」

## カバー・バージョン
- アソシエイション - 1965年のシングル。
- ボー・ブラメルズ - 1966年のシングル。
- ジョーン・バエズ - 1968年のアルバム『Any Day Now』に収録。また、2002年に発売された『Farewell, Angelina』にボーナストラックとして収録。
- キングストン・トリオ - 1969年のライブ・アルバム『Once Upon a Time』に収録。
- ボビー・シャーマン - 1969年のシングル「Little Woman」のB面。
- ジョニー・キャッシュ - 1978年のコンピレーション・アルバム『Johnny & June』に収録。録音は1965年。
- ザ・ディラーズ - 1990年のアルバム『Let It Fly』に収録[4]。
- ザ・バンド - 1999年のコンピレーション・アルバム『Tangled Up in Blues: Songs of Bob Dylan』に収録。
- スティーヴ・ハウ & フィービ・スノウ - 1999年のアルバム『ポートレイツ・オブ・ボブ・ディラン』に収録。
- ドラコ・ロサ - 2008年のアルバム『Vino』に収録。
- キャット・パワー - 2023年のライブ・アルバム『Cat Power Sings Dylan: The 1966 Royal Albert Hall Concert』。2022年11月5日にロイヤル・アルバート・ホールで行われたコンサートの音源[5]。